# Grandfontaine-sur-Creuse
 Grandfontaine-sur-Creuse  es una población y comuna francesa, en la región de Franco Condado, departamento de Doubs, en el distrito de Besançon y cantón de Pierrefontaine-les-Varans.

## Demografía
| 99 | 112 | 101 | 84 | 70 | 74 |
| Para los censos de 1962 a 1999 la población legal corresponde a la población sin duplicidades (Fuente: INSEE [Consultar]) |     |     |    |    |    |